# Nelson Tapia
Nelson Tapia (* 22. September 1966 in Molina) ist ein chilenischer Fußballtrainer und ehemaliger Fußballspieler. Der Torwart wurde 3-mal chilenischer sowie einmal brasilianischer Meister. Für die Nationalmannschaft spielte Tapia 73-mal und gewann bei den Olympischen Spielen 2000 in Sydney die Bronzemedaille.

## Karriere

### Verein
Aus der Jugend des CD O’Higgins rückte Nelson Tapia 1987 in den Profikader des Vereins auf. Beim Klub aus Rancagua avancierte Tapia schnell zum Stammtorwart und stieg in der ersten Saison über die Relegationliguilla in die Primera División auf. 1993 sicherte sich der chilenische Spitzenklub Universidad Católica die Transferrechte, verlieh Tapia aber zunächst für eine Spielzeit an Deportes Temuco. Im Jahr 1994, beim Copa Libertadores-Finalisten Universidad Católica, gewann Tapia die Copa Interamericana und holte 1995 den chilenischen Pokal. In der Apertura 1997 gewann Tapia mit der Universitätsmannschaft seinen ersten Meistertitel, nachdem CSD Colo-Colo in den Entscheidungsspielen um die Meisterschaft besiegt werden konnte. 2000 wagte Tapia den Wechsel ins Ausland und ging ins Nachbarland zu CA Vélez Sarsfield, wo er als Nachfolger von José Luis Chilavert geholt wurde. Dort spielte Tapia, auch aufgrund von Verletzungen, nur drei Spiele und ging in sein Heimatland zurück. 2003 erlebte Tapia bei CD Cobreloa eine erfolgreiche Saison: in der Liga gewann das Team die Apertura und die Clausura. International rückte CD Cobreloa auch dank guter Leistungen Tapias bis ins Viertelfinale der Copa Libertadores vor, wo gegen den späteren Sieger Boca Juniors Schluss war. Nach einer weiteren Auslandserfahrung beim FC Santos 2004, wo Tapia die brasilianische Meisterschaft gewinnen konnte, kam er nochmal zu CD Cobreloa zurück und beendete schließlich 2005 in Kolumbien bei Atlético Junior seine Karriere.

### Nationalmannschaft
Für die chilenische Nationalmannschaft spielte Nelson Tapia erstmals am 22. März 1994 beim Freundschaftsspiel gegen Frankreich. Bei der Fußball-Weltmeisterschaft 1998 in Frankreich war Tapia Stammtorwart und spielte in den Vorrundenspielen gegen Italien, Österreich und Kamerun. Nach drei Unentschieden erreichte Chile als Gruppenzweiter das Achtelfinale gegen Brasilien, das mit 1:4 verloren ging. Bei der Copa América 1999 und bei der Copa América 2001 stand Tapia im Kader, kam aber hinter Marcelo Ramírez bzw. Sergio Vargas in den Turnieren nicht zum Einsatz. 2000 wurde Tapia als einer von drei Spielern, die älter als 21 Jahre sind, von Nationaltrainer Nelson Acosta in den Kader für die Olympischen Spiele 2000 in Sydney berufen. Tapia spielte alle sechs Turnierspiele und gewann mit dem Team die Bronzemedaille. Die Spiele beim olympischen Turnier werden nicht als offizielle Länderspiele gewertet.
Bei der Weltmeisterschaftsqualifikation für das Turnier 2002 in Südkorea und Japan kam Tapia in 11 Spielen zum Einsatz, allerdings konnte sich Chile als Gruppenletzter der Südamerika-Gruppe nicht qualifizieren. Nach der erneut verpassten WM-Qualifikation 2006, diesmal als Tabellensiebter der Gruppe, beendete Tapia seine Karriere. Die 0:5-Niederlage gegen Brasilien war sein 73. Länderspiel.

### Trainerkarriere
Nelson Tapias Trainertätigkeit begann 2016 bei Independiente de Cauquenes. Danach war er ab 2019 bei verschiedenen ecuadorianischen Vereinen tätig, zuerst beim Erstligaklub Barcelona Sporting Club. Mit Guayaquil Sport Club holte Tapia 2020 und mit Libertad Fútbol Club 2021 die Drittligameisterschaft der Segunda Categoría. Im September 2022 wurde er entlassen und kam über Drittligist Aampetra zum Zweitligisten CD Olmedo.
Zur Saison 2024 kehrte er nach Chile zurück und wurde Co-Trainer von Walter Erviti bei Audax Italiano. Nach nur vier Spielen wurde dieser entlassen und Tapia übernahm als Interimstrainer, bis der neue Trainer Francisco Arrué gefunden wurde. Im Februar 2025 übernahm er das Amt des Torwarttrainers bei den Rangers de Talca.

## Erfolge

### Spieler
Universidad Católica
- Copa Interamericana: 1994
- Chilenischer Meister: 1997 A
- Chilenischer Pokalsieger: 1995

CD Cobreloa
- Chilenischer Meister (2): 2003 A, 2003 C

FC Santos
- Brasilianischer Meister: 2014

Nationalmannschaft
- Bronze bei den Olympischen Spielen 2000

### Trainer
Guayaquil Sport Club
- Segunda Categoría: 2020

Libertad Fútbol Club
- Segunda Categoría: 2021